# Mary-Margaret Humes
Mary-Margaret Humes (ur. 4 kwietnia 1954 w Watertown w stanie Nowy Jork, USA) – amerykańska aktorka, znana głównie z roli Gail Leery w serialu młodzieżowym Jezioro marzeń.
W 1972 roku ukończyła Watertown High School. Wystąpiła w ponad pięćdziesięciu filmach i serialach telewizyjnych.

## Filmografia
- Chirurdzy
- Dwanaście okrążeń
- Jezioro marzeń
- Eerie, Indiana
- Historia świata: Część I